# قائمة زملاء الجمعية الملكية المنتخبين في 1972
هذه الصفحة تعرض قائمة زملاء الجمعية الملكية المُنتخبين لعام 1972.

## الزملاء
- غوستاف فيكتور رودولف بورن
- دينيس بارسونز بوركيت
- Alexander Dalgarno [الإنجليزية]‏
- جون ستيوارت بل
- بريان جون بيرش
- أندرو كيلر [الإنجليزية]‏
- Benjamin Peary Pal [الإنجليزية]‏
- William Bullerwell [الإنجليزية]‏
- David Keynes Hill [الإنجليزية]‏
- فيكتور غولد
- Geoffrey Fryer [الإنجليزية]‏
- Alexander John Haddow [الإنجليزية]‏
- فرانسيس فارلي
- Vernon Ellis Cosslett [الإنجليزية]‏
- ديفيد ميرفين بلو
- ماري بارك

## الأعضاء الأجانب
- لويس لولوار
- Johannes Martin Bijvoet [الإنجليزية]‏
- كينيث كول ستيوارت